# Spirited Away
Spirited Away: De reis van Chihiro (Japans: 千と千尋の神隠し; Hepburn: Sen to Chihiro no kamikakushi, "Sen en Chihiro's mysterieuze verdwijning") is een Japanse animatiefilm (anime) uit 2001 van Hayao Miyazaki (宮崎 駿), geproduceerd door Studio Ghibli. De film won in 2002 de Gouden Beer (ex aequo) op het internationaal filmfestival van Berlijn en in 2003 de Academy Award voor beste animatiefilm.
De film werd in Nederland diverse malen opnieuw uitgebracht; de filmhuizen namen de film steeds opnieuw op in hun programmering. De film werd ook vertoond op het Filmfestival van Rotterdam en het kinderfilmfestival Cinekid in Amsterdam, waar de film de juryprijs won.

## Verhaal
De tienjarige Chihiro Ogino (荻野 千尋) en haar ouders Akio en Yuko zijn net in de stad aangekomen als haar vader op weg naar hun nieuwe huis een verkeerde afslag neemt. Aan het eind van de weg bevindt zich een tunnel die leidt naar wat lijkt op een verlaten attractiepark. In werkelijkheid biedt de tunnel toegang tot de geestenwereld – een badhuis (sentō) waar shinto-goden en -geesten komen om uit te rusten. Chihiro's vader staat erop het park te verkennen en volgt zijn neus naar een kraampje, waar hij en Yuko zich meteen tegoed beginnen te doen aan het overvloedige eten. Chihiro voelt zich hier ongemakkelijk bij en rent weg om de rest van het park zelf te verkennen. Aangekomen bij een gigantisch badhuis stuit ze op een jongen genaamd Haku, die Chihiro waarschuwt dat ze weg moet voordat het donker wordt. Chihiro rent terug naar het restaurant, waar ze tot haar schrik ontdekt dat haar ouders in grote varkens veranderd zijn. Ze probeert weg te komen, maar de grasvlakte naar de tunnel is onder water gelopen.
Haku adviseert Chihiro werk te vinden binnen het door de wreedaardige heks Yubaba beheerde badhuis, wil ze overleven en haar ouders redden. Op zijn aanraden daalt ze af naar de boilerkamer, waar ze de zesarmige Kamajii om werk vraagt. Hij en zijn assistent Lin sturen haar naar Yubaba, die haar na hevig aandringen met tegenzin een baantje geeft in ruil voor haar identiteit. Yubaba neemt letterlijk bezit van drie kanji in haar naam en hernoemt haar zo tot "Sen" (千). Sen wordt aangewezen als de assistente van Lin.
De volgende ochtend brengt Haku haar naar de varkensstal waar haar ouders zich bevinden. Het blijkt dat ze voor straf door Yubaba in varkens zijn veranderd, omdat ze het eten van de goden hebben opgegeten. Buiten geeft Haku haar haar oude kleren en de afscheidskaart van een boeket bloemen uit het begin van de film. Wanneer ze de kaart leest, herinnert ze zich haar echte naam weer. Haku vertelt haar dat Yubaba mensen in haar macht houdt door hun echte naam te stelen; wanneer ze hun naam vergeten, zoals Haku is overkomen, blijven ze gevangen in de geestenwereld.
Sen heeft moeite met wennen aan het werk, maar wint respect van het badhuispersoneel door het helpen van een slijmerige 'stinkgeest' waarvan ze ontdekt dat het in werkelijkheid een krachtige riviergeest is, zwaar bevuild door alle rommel die de mensen in zijn rivier hebben gedumpt. De geest geeft haar een braakwekkend kruidenkoekje als beloning. Die nacht lokt een eigenaardige geest genaamd "No-Face" (カオナシ Kaonashi, "Gezichtsloze") – die Sen heeft binnengelaten omdat ze dacht dat het een klant was – een medewerker met goud naar een van de baden. De hebzuchtige werker laat zich verleiden, maar wordt door No-Face opgegeten. Deze neemt de persoonlijkheid van de werker aan en begint van de rest van het personeel eten te eisen, in ruil voor goud dat hij uit het niets tevoorschijn lijkt te toveren. Terwijl hij zich volstopt, groeit hij tot hij zo groot en dik als een olifant is geworden.
Terwijl No-Face iedereen bezighoudt, keert Haku in de gedaante van een draak terug van een van Yubaba's missies. Hij wordt aangevallen door een grote hoeveelheid shikigami in de vorm van papieren poppetjes. Zwaargewond maakt hij zijn weg naar Yubaba’s vertrek. Sen ziet dit, en herkent hem ondanks zijn drakenvorm. Bang dat Yubaba hem zal afmaken, haast ze zich naar Yubaba’s vertrek om Haku te redden, waarbij ze gevolgd en geholpen wordt door een van de papieren poppetjes. Aldaar aangekomen transformeert het poppetje in een beeld van Zeniba, Yubaba's tweelingzus. Ze achtervolgde Haku omdat hij haar magische zegel had gestolen. Over het zegel is een vloek uitgesproken; iedereen die het zegel steelt, sterft. Zeniba transformeert Yubaba's enorme baby Boh in een rat en haar vogelwezen in een vogel ter grootte van een vlieg. Om Yubaba voor de gek te houden, verandert ze ten slotte drie hoofden in een kloon van Boh. Haku slaat het papieren poppetje in tweeën en verbreekt zo de spreuk waardoor Zeniba in die ruimte aanwezig kon zijn. Hierna glijdt Haku met Sen op zijn rug weg in een gat dat leidt naar de boilerkamer. Daar voert Sen Haku wat van het kruidenkoekje, waarna Haku het gestolen zegel en een zwart slakje uitspuugt. Sen vertrapt het slakje en besluit het gestolen zegel terug te brengen naar Zeniba in de hoop zo haar vergeving te krijgen en de vloek op te heffen.
Voor ze het badhuis verlaat, wordt Sen door Yubaba geconfronteerd met No-Face, die herhaaldelijk om haar heeft gevraagd. Ze voert hem de rest van het kruidenkoekje, waardoor No-Face alles wat hij gegeten heeft, begint uit te spugen en langzaam weer zichzelf wordt. Als hij weer zijn normale vorm heeft, gedraagt hij zich weer bescheiden en niet langer agressief. Samen met No-Face, de vogel en Boh de rat stapt Sen op de trein richting Zeniba. Ondertussen is Haku hersteld van zijn verwondingen: Sens liefde heeft hem bevrijd van Zeniba's vloek. Hij besluit naar Yubaba te gaan om te onderhandelen over Sens vrijheid en die van haar ouders. Yubaba weigert aanvankelijk, omdat Sen No-Face heeft binnengelaten en dus verantwoordelijk is voor alle schade (bovendien is het goud van No-Face ook waardeloos omdat het in modder verandert), maar als ze merkt dat haar baby weg is, gaat ze akkoord op voorwaarde dat Haku Boh terugbrengt.
Sen komt aan bij Zeniba's huis, die anders dan haar zuster vriendelijk en behulpzaam blijkt. Ze vertelt Sen dat de slak die ze vermorzelde, in Haku was geplaatst door Yubaba om hem in haar macht te houden. Terwijl ze op een speciale gast wachten, maakt Zeniba een magisch haarelastiek voor Sen. Niet veel later komt Haku aan bij Zeniba's huis, in de gedaante van een draak. No-Face blijkt een goede spinner en blijft bij Zeniba om haar te helpen; Haku vliegt met Sen en Boh terug naar Yubaba's badhuis. Tijdens hun vlucht herinnert Sen zich waar ze Haku van kent. Toen ze klein was, viel ze ooit in een rivier genaamd de Kohaku, maar ze spoelde veilig aan op de oever voor ze verdronk. Ze vertelt Haku dat hij eigenlijk "Nigihayam Kohaku Nushi" (Japans voor 'Kohakurivier') heet. Nu Haku zich zijn naam weer herinnert, is hij vrij van Yubaba's macht.
Terug aangekomen bij het badhuis vertelt Yubaba Sen dat ze haar ouders uit een aantal varkens moet herkennen om hun vloek op te heffen. Sen merkt na even aarzelen terecht op dat haar ouders er niet tussen zitten, en zoals beloofd worden zij en haar ouders vrijgelaten. Haku belooft dat ze elkaar ooit weer zullen zien. Terug bij de tunnel aangekomen wordt Chihiro herenigd met haar ouders, die zich echter niets van het hele gebeuren herinneren. Hun met bladeren bedekte en stoffige auto bewijst dat het geen droom was.

## Rolverdeling
| Acteur           | Personage               | Nederlandse stemacteur (dvd-uitgave) | Nederlandse stemacteur (Netflix-release) | Engelse stemacteur |
| ---------------- | ----------------------- | ------------------------------------ | ---------------------------------------- | ------------------ |
| Rumi Hiiragi     | Chihiro                 |                                      | Ida Verspaandonk                         | Daveigh Chase      |
| Miyu Irino       | Haku                    |                                      | Lucas van den Elshout                    | Jason Marsden      |
| Mari Natsuki     | Yubaba                  | Anke Helsen                          | Maria Lindes                             | Suzanne Pleshette  |
| Mari Natsuki     | Zeniba                  | Anke Helsen                          | Maria Lindes                             | Suzanne Pleshette  |
| Bunta Sugawara   | Kamajii                 |                                      | Fred Meijer                              | David Ogden Stiers |
| Yumi Tamai       | Lin                     | Niki Romijn                          | Fé van Kessel                            | Susan Egan         |
| Tsunehiko Kamijō | Chichiyaku              |                                      | Simon Zwiers                             | Paul Eiding        |
| Takehiko Ono     | Aniyaku                 |                                      | Fred Meijer                              | John Ratzenberger  |
| Akio Nakamura    | Kaonashi (Geengezicht)  |                                      |                                          | Bob Bergen         |
| Tatsuya Gashūin  | Aogaeru (kikker)        |                                      | Ewout Eggink                             | Bob Bergen         |
| Yō Ōizumi        | Bandaigaeru (voorman)   |                                      | Ewout Eggink                             | Rodger Bumpass     |
| Ryūnosuke Kamiki | Boh (baby)              |                                      | Fé van Kessel                            | Tara Strong        |
| Takashi Naitō    | Akio (Chihiro's vader)  |                                      | Simon Zwiers                             | Michael Chiklis    |
| Yasuko Sawaguchi | Yūko (Chihiro's moeder) | Hilde de Mildt                       | Donna Vrijhof                            | Lauren Holly       |
| Koba Hayashi     | Riviergeest             |                                      |                                          | n.v.t.             |
| Ken Yasuda       | Radijsgeest             |                                      |                                          | Jack Angel         |

## Achtergrond

### Productie
Spirited Away werd geregisseerd en geschreven door Hayao Miyazaki. Hij kreeg het idee voor de film naar eigen zeggen van vijf jonge vrienden met wie hij en zijn familie elke zomer vakantie vierden in een berghut. Miyazaki had eerder al de films My Neighbor Totoro en Kiki's Delivery Service geregisseerd, die vooral gericht waren op jonge kinderen en tieners. Hij wilde nu voor de verandering een film maken voor meisjes in de leeftijdsgroep tussen die twee. Voor inspiratie las hij enkele shōjo-manga’s zoals Nakayoshi en Ribon, maar concludeerde al snel dat deze eigenlijk vooral over romantiek gingen; iets wat volgens hem niet datgene was wat zijn doelpubliek echt wilde. Daarom besloot hij een film te maken over een heldin die zijn doelgroep meer zou aanspreken.

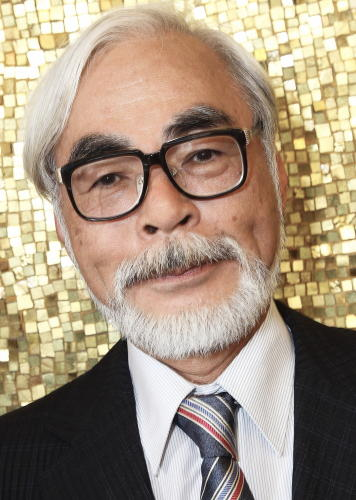
Hayao Miyazaki, de regisseur en schrijver van de film.

Miyazaki kwam eerst met twee voorstellen voor films gebaseerd op het boek Kirino Mukouno Fushigina Machi en een over een tienerheldin, maar beide werden afgewezen. Zijn derde voorstel was succesvoller, en zou uiteindelijk uitgroeien tot Spirited Away. Alle drie de scenario's hadden gemeen dat ze zich voornamelijk afspeelden in een mysterieus badhuis.
De film ging in 2000 in productie, met een budget van 1.9 miljard yen (15 miljoen dollar). Bij zijn vorige film, Princess Mononoke, had Miyazaki al geëxperimenteerd met computeranimatie. Hij besloot deze toe te passen in Spirited Away. Studio Ghibli ging akkoord met dit plan, op voorwaarde dat de computeranimatie enkel zou worden gebruikt om het verhaal te versterken en niet om de “show te stelen”. De personages werden nog grotendeels met de hand getekend. Miyazaki hield tijdens de productie de tekenaars scherp in de gaten.
De grootste uitdaging tijdens de productie was het inkorten van het verhaal tot een film van normale lengte. Toen de productie begon, was het door Miyazaki geschreven scenario zo lang, dat de film meer dan drie uur zou gaan duren. Er moesten veel scènes en bijverhalen worden uitgeknipt.
Miyazaki baseerde de gebouwen in de geestenwereld op de gebouwen in het Edo-Tokyo Openlucht Architectuurmuseum in Koganei en de onsen in Ginzan Onsen.

### Engelstalige bewerking
De film werd door Walt Disney Pictures gekocht voor distributie voor de Engelstalige markt. Onder toezicht van Pixar's John Lasseter werd de film in het Engels nagesynchroniseerd. Lasseter was een groot fan van Miyazaki’s films. Dat was ook de voornaamste reden dat hij de opdracht om de film aan te passen voor een Amerikaans publiek accepteerde.
In de Engelse versie leenden onder meer Daveigh Chase (vooral bekend als de stem van Lilo uit "Lilo & Stitch"), Susan Egan (Megara uit "Hercules"), David Ogden Stiers, en John Ratzenberger hun stem voor de film.

### Ontvangst
Spirited Away werd op Rotten Tomatoes ontvangen als een van de vier beste animatiefilms. De film staat tevens op de 28e plaats van de IMDb Top 250. The Anime Critic gaf de film 4,5 uit 5 sterren.
De film was jarenlang de succesvolste Japanse animatiefilm en verbrak met een opbrengst van ¥ 1,6 miljard ($ 13,1 miljoen) in de eerste drie dagen het record van Princess Mononoke. In 2017 werd dit record gebroken door Your Name., dat destijds een wereldwijde opbrengst van $ 290 miljoen haalde tegenover de $ 289 miljoen van Spirited Away op dat moment. Sinds het uitbrengen heeft Spirited Away wereldwijd zo'n $ 359 miljoen opgebracht.

### Filmmuziek
Het slotlied van de film, "Always With Me" (いつも何度でも, Itsumo Nandodemo), werd geschreven en opgevoerd door Yumi Kimura, een componist en lierspeler uit Osaka. De tekst werd geschreven door Kimura's vriend Wakako Kaku. Het lied was eigenlijk bestemd voor een andere film van Miyazaki, die nooit werd uitgebracht.
De andere 20 nummers in de film zijn gecomponeerd door Joe Hisaishi. De film omvat de volgende nummers:
|    | Nummer                                                     | Auteur                | Speelduur |
| -- | ---------------------------------------------------------- | --------------------- | --------- |
| 1  | One Summer's Day (あの夏へ, Ano Natsuhe)                   | Joe Hisaishi (久石譲) | 3:09      |
| 2  | Road To Somewhere (とおり道, Toori Michi)                  | Joe Hisaishi (久石譲) | 2:07      |
| 3  | Empty Restaurant (誰もいない料理店, Dare mo Inai Ryōriten) | Joe Hisaishi (久石譲) | 3:15      |
| 4  | Nighttime Coming (夜来る, Yoru Kuru)                       | Joe Hisaishi (久石譲) | 2:00      |
| 5  | Dragon Boy (竜の少年, Ryū no Shōnen)                       | Joe Hisaishi (久石譲) | 2:12      |
| 6  | Sootballs (ボイラー虫, Boirā Mushi)                        | Joe Hisaishi (久石譲) | 2:33      |
| 7  | Procession Of The Spirits (神さま達, Kami-samatachi)       | Joe Hisaishi (久石譲) | 3:00      |
| 8  | Yubaba (湯婆婆)                                            | Joe Hisaishi (久石譲) | 3:30      |
| 9  | Bathhouse Morning (湯屋の朝, Yuya no Asa)                  | Joe Hisaishi (久石譲) | 2:02      |
| 10 | Day Of The River (あの日の川, Ano Hi no Kawa)              | Joe Hisaishi (久石譲) | 3:13      |
| 11 | It's Hard Work (仕事はつらいぜ, Shigoto wa Tsuraize)       | Joe Hisaishi (久石譲) | 2:26      |
| 12 | Stink Spirit (おクサレ神, Okusare-kami)                    | Joe Hisaishi (久石譲) | 4:01      |
| 13 | Sen's Courage (千の勇気, Sen no Yūki)                      | Joe Hisaishi (久石譲) | 2:45      |
| 14 | Bottomless Pit (底なし穴, Sokonashi Ana)                   | Joe Hisaishi (久石譲) | 1:18      |
| 15 | No Face (カオナシ, Kaonashi)                               | Joe Hisaishi (久石譲) | 3:47      |
| 16 | Sixth Station (6番目の駅, Roku-banme no Eki)               | Joe Hisaishi (久石譲) | 3:38      |
| 17 | Yubaba's Panic (湯婆婆狂乱, Yubaba Kyōran)                 | Joe Hisaishi (久石譲) | 1:38      |
| 18 | House At Swamp Bottom (沼の底の家, Numa no Soko no Ie)     | Joe Hisaishi (久石譲) | 1:29      |
| 19 | Reprise (ふたたび, Futatabi)                               | Joe Hisaishi (久石譲) | 4:53      |
| 20 | The Return Day (帰る日, Kaeru Hi)                          | Joe Hisaishi (久石譲) | 3:20      |
| 21 | Always With Me (いつも何度でも, Itsu mo Nando demo)        | Yumi Kimura (木村弓)  | 3:35      |

## Prijzen en nominaties
| Jaar | Prijs                                     | Categorie                                                 | Genomineerde(n)                                            | Uitslag     |
| ---- | ----------------------------------------- | --------------------------------------------------------- | ---------------------------------------------------------- | ----------- |
| 2001 | Nikkan Sports Film Award                  | beste film                                                | -                                                          | gewonnen    |
| 2002 | Award of the Japanese Academy             | Beste film                                                | -                                                          | gewonnen    |
| 2002 | Award of the Japanese Academy             | Beste lied                                                | Youmi Kimura                                               | gewonnen    |
| 2002 | Internationaal filmfestival van Berlijn   | Gouden Beer                                               | Hayao Miyazaki                                             | gewonnen    |
| 2002 | Blue Ribbon Award                         | Beste film                                                | Hayao Miyazaki                                             | gewonnen    |
| 2002 | Boston Society of Film Critics Awards     | Special Commendation                                      | -                                                          | gewonnen    |
| 2002 | Cinekid Film Award                        | -                                                         | Hayao Miyazaki                                             | gewonnen    |
| 2002 | Durban International Film Festival        | beste film                                                | Hayao Miyazaki                                             | gewonnen    |
| 2002 | Screen International Award                | -                                                         | Hayao Miyazaki                                             | gewonnen    |
| 2002 | Hong Kong Film Award                      | beste Aziatische film                                     | -                                                          | gewonnen    |
| 2002 | Readers' Choice Award                     | beste film                                                | Hayao Miyazaki                                             | gewonnen    |
| 2002 | LAFCA Award                               | beste animatie                                            | Hayao Miyazaki                                             | gewonnen    |
| 2002 | Mainichi Film Concours                    | Beste animatiefilm                                        | Hayao Miyazaki                                             | gewonnen    |
| 2002 | Mainichi Film Concours                    | Beste regisseur                                           | Hayao Miyazaki                                             | gewonnen    |
| 2002 | Mainichi Film Concours                    | Beste film                                                | Hayao Miyazaki                                             | gewonnen    |
| 2002 | Mainichi Film Concours                    | Beste muziek                                              | Joe Hisaishi                                               | gewonnen    |
| 2002 | Mainichi Film Concours                    | Reader’s Choice – beste film                              | Hayao Miyazaki                                             | gewonnen    |
| 2002 | NBR Award                                 | beste animatie                                            | -                                                          | gewonnen    |
| 2002 | NYFCC Award                               | beste animatiefilm                                        | -                                                          | gewonnen    |
| 2002 | San Francisco International Film Festival | Audience Award                                            | Hayao Miyazaki                                             | gewonnen    |
| 2002 | Filmfestival van Sitges                   | Special Mention                                           | Hayao Miyazaki                                             | gewonnen    |
| 2002 | Filmfestival van Sitges                   | Beste film                                                | Hayao Miyazaki                                             | genomineerd |
| 2003 | Academy Award                             | Beste animatiefilm                                        | Hayao Miyazaki                                             | gewonnen    |
| 2003 | Saturn Award                              | Beste animatiefilm                                        | -                                                          | gewonnen    |
| 2003 | Saturn Award                              | Beste muziek                                              | Joe Hisaishi                                               | genomineerd |
| 2003 | Saturn Award                              | Beste scenario                                            | Hayao Miyazaki, Cindy Davis Hewitt, Donald H. Hewitt       | genomineerd |
| 2003 | Silver Scream Award                       | -                                                         | Hayao Miyazaki                                             | gewonnen    |
| 2003 | Annie Award                               | Outstanding Achievement in an Animated Theatrical Feature | -                                                          | gewonnen    |
| 2003 | Annie Award                               | Outstanding Directing in an Animated Feature Production   | Hayao Miyazaki                                             | gewonnen    |
| 2003 | Annie Award                               | Outstanding Music in an Animated Feature Production       | Joe Hisaishi                                               | gewonnen    |
| 2003 | Annie Award                               | Outstanding Writing in an Animated Feature Production     | Hayao Miyazaki                                             | gewonnen    |
| 2003 | British Independent Film Award            | beste buitenlandse film                                   | -                                                          | Genomineerd |
| 2003 | Critics Choice Award                      | beste animatie                                            | -                                                          | gewonnen    |
| 2003 | Filmfestival van Cambridge                | Audience Award voor beste film                            | Hayao Miyazaki                                             | gewonnen    |
| 2003 | CFCA Award                                | Beste buitenlandstalige film                              | -                                                          | genomineerd |
| 2003 | CFCA Award                                | Beste originele muziek                                    | Joe Hisaishi                                               | genomineerd |
| 2003 | CEC Award                                 | Beste buitenlandse film                                   | -                                                          | genomineerd |
| 2003 | César                                     | Beste buitenlandse film                                   | Hayao Miyazaki                                             | genomineerd |
| 2003 | DFWFCA Award                              | beste animatiefilm                                        | -                                                          | gewonnen    |
| 2003 | FCCA Award                                | Beste buitenlandstalige film                              | -                                                          | gewonnen    |
| 2003 | FFCC Award                                | beste animatie                                            | -                                                          | gewonnen    |
| 2003 | Golden Trailer                            | Beste animatie/familie                                    | -                                                          | gewonnen    |
| 2003 | Hugo Award                                | Best Dramatic Presentation - Long Form                    | -                                                          | genomineerd |
| 2003 | IHG Award                                 | beste film                                                | -                                                          | genomineerd |
| 2003 | Golden Reel Award                         | beste geluidsmontage in een animatiefilm                  | Petra Bach, Michihiro Ito, Toru Noguchi, Robert L. Sephton | genomineerd |
| 2003 | OFCS Award                                | Beste animatiefilm                                        | -                                                          | gewonnen    |
| 2003 | OFCS Award                                | Beste buitenlandstalige film                              | -                                                          | genomineerd |
| 2003 | PFCS Award                                | beste animatiefilm                                        | -                                                          | gewonnen    |
| 2003 | PFCS Award                                | Onderschatte film van het jaar                            | -                                                          | genomineerd |
| 2003 | Golden Satellite Award                    | Beste film – animatie of gemengde media                   | -                                                          | gewonnen    |
| 2003 | Young Artist Award                        | Best Family Feature Film – Animation                      | -                                                          | Genomineerd |
| 2004 | Silver Condor                             | Beste buitenlandse film                                   | Hayao Miyazaki                                             | genomineerd |
| 2004 | BAFTA Film Award                          | Beste niet-Engelstalige film                              | Toshio Suzuki, Hayao Miyazaki                              | genomineerd |
| 2004 | ALFS Award                                | Buitenlandstalige film van het jaar                       | -                                                          | Genomineerd |
| 2004 | Nebula Award                              | beste scenario                                            | Hayao Miyazaki, Cindy Davis Hewitt, Donald H. Hewitt       | genomineerd |